# 요슈 치카노부

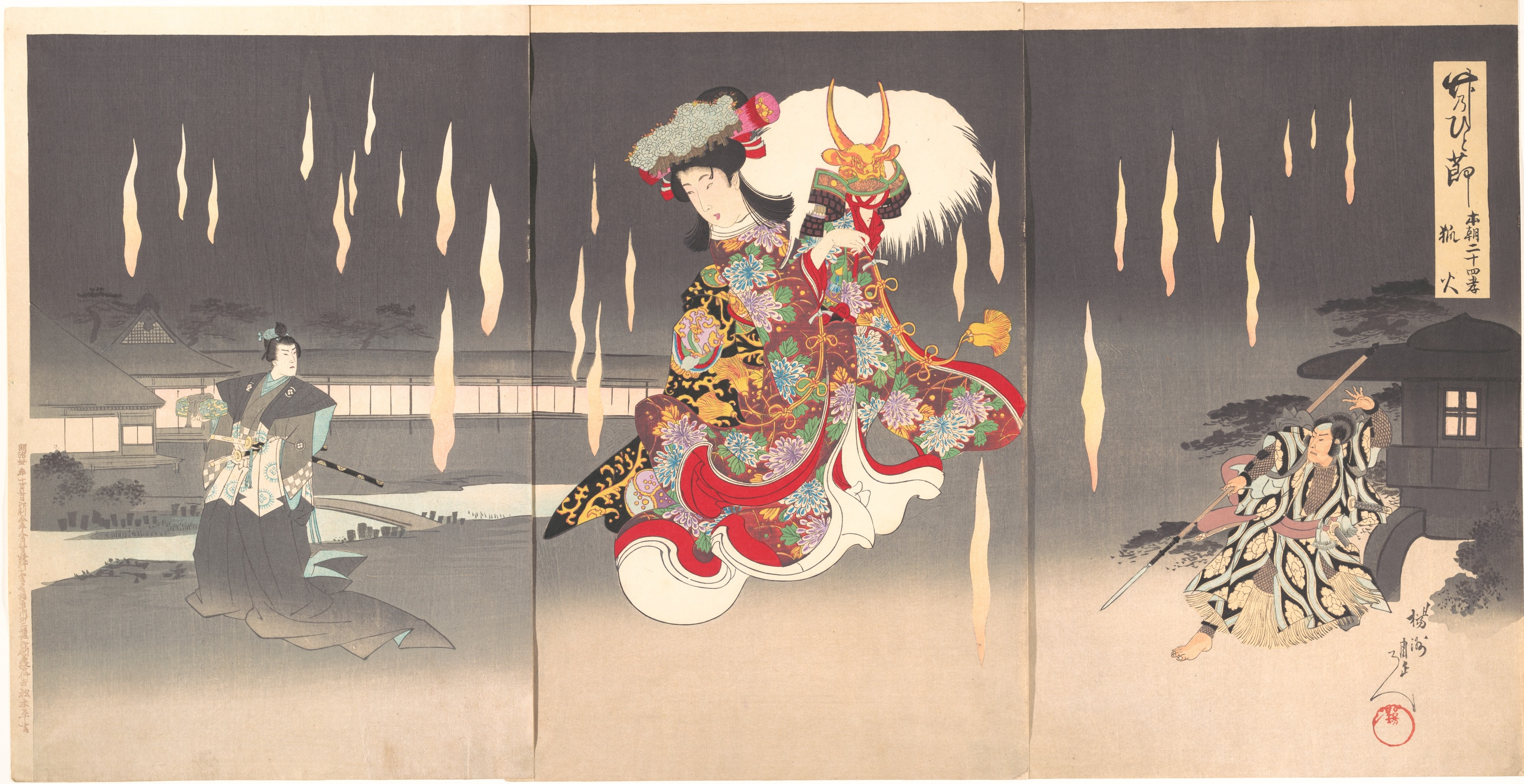
여우불이 일렁이는 사이를 다케다 신겐의 투구를 들고 가는 야에가키 히메. 요슈 치카노부 제작

요슈 치카노부(일본어: 楊洲周延 요슈 지카노부[*], 1838년 9월 26일 ~ 1912년 9월 29일)은 일본의 화가이자 판화 제작가이다. 메이지 시대에 목판화로 명성을 떨쳤다.

## 이름
치카노부는 작품에 자신의 이름을 '요슈 치카노부(楊洲周延)'라 적었다. 본명은 하시모토 나요시(橋本直義)였으며, 부고에서 처음 알려졌다. 그러나 하시모토 치카노부라는 필명으로 활동한 적은 없다.

## 군인 활동
치카노부는 에치고국 다카다번의 사카키바라씨의 가신이었다. 도쿠가와 막부의 붕괴 이후, 쇼기타이에 들어가 우에노 전쟁에 참전했다.
홋카이도 하코다테에서는 도쿠가와 막부에 가담하여 하코다테 전쟁에 참전했다. 그는 에노모토 다케아키와 오토리 게이스케의 지휘하에 복무하였고, 용맹함으로 명성을 얻었다.
쇼기타이가 항복한 후에는 다른 사람들처럼 다카다번으로 송환되었다.

## 작품 활동
1875년(메이지 8년), 치카노부는 예술가로 살아가기로 결심했다. 우선 치카노부는 도쿄로 떠나 카이신 신문사에서 예술가로 일했다. 여기서 그는 니시키에를 여러 편 제작했다. 젊은 시절에는 가노파의 작품을 공부했지만, 실제로 관심을 가지고 있던 분야는 우키요에였다. 그는 게사이 에이젠의 문하생 밑에서 판화를 배운 뒤 우타가와 구니요시의 학교에 들어갔다. 이 시기에 그는 스스로를 요시츠루라 불렀다. 구니요시가 죽은 후, 그는 구니사다에게 배웠다. 이 즈음 요슈라는 필명을 사용하기 시작했다.
다른 우키요에 예술가들처럼, 치카노부는 매우 다양한 주제에 관심을 가졌다. 그의 작품은 일본 신화에서부터 그가 평생동안 다녔던 전쟁터, 그리고 여성의 의복에 이르기까지 다양했다. 이 시기의 많은 다른 예술가들과 마찬가지로 그는 가부키 배우들의 초상을 그렸는데, 가부키 작품의 미에(미장센)에 대한 인상을 잘 그려낸 것으로 알려져 있다. 치카노부는 또한 미인화의 대가로 알려져 있었는데, 이는 그가 전통적인 옷과 서양 옷을 포함한 여성 의복의 변화, 화장의 변화를 잘 묘사하며 아름다운 여성들을 그려낸 것에 기인한다. 예를 들어, 치카노부의 〈시대의 거울〉(1897)에서 덴메이 시대의 머리 스타일과 지카노부가 살았던 게이오 시대의 헤어스타일이 확연히 다른 것을 볼 수 있다. 그의 작품들은 사무라이의 시대에서 메이지 근대로의 전환기에서 시대가 겪는 예술적 혼란과 격변을 잘 드러낸다.

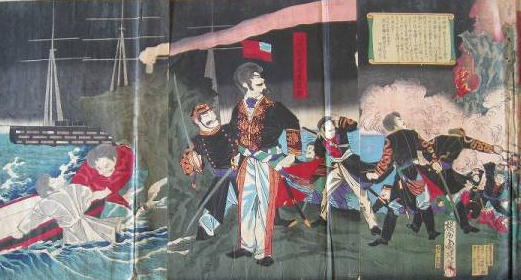
치카노부의 판화, 임오군란.

치카노부는 메이지 시대의 예술가이지만, 더 이른 시기의 사건도 그렸다. 대표적으로 1855년 안세이 에도 지진 때의 사건을 그린 그림도 남아있다. 메이지 시대 초기에는 서양 세력에 대해 여러 견해가 서로 충돌했고, 황실과 막부 사이의 관계에 대해서도 여러 견해가 서로 충돌했다. 이러한 견해의 차이는 사무라이 세력의 충돌로 이어졌는데, 치카노부는 사이고 다카모리와 세이난 전쟁 역시 묘사했다. 개중에는 조선에서 1882년에 벌어진 임오군란을 묘사한 것도 있어 치카노부의 주제가 일본국내에 한정되지는 않았음을 알 수 있다.
가장 많은 수의 치카노부의 전쟁 판화들 중 다수는 삼중판 형식으로 제작되었다. 1894년부터 1895년까지의 청일 전쟁을 기록한 것이 대표적인데, 예를 들어 "아산에서의 승리"는 1894년 7월 29일 전투에 대한 설명과 함께 출판되었다.

## 형식
동시대 대다수의 작품들과 마찬가지로 치카노부의 판화 역시 오반(大判) 타테에(縱繪) 형식으로 제작된 것이 많다. 그외에도 오반 요코에(橫繪)로 그린 작품도 몇 판 있는데, 보통 판화첩으로 만들어 휴대하기 위해 가로로 접었다.
삼중판, 단일 주제, 연작 작품들을 가장 많이 만든 것으로 알려져 있지만, 이중판 작품도 몇 개 알려져 있다. 또한 삼중판 이상의 다중판 작품도 최소한 3개 제작한 것으로 알려져있다.

## 갤러리

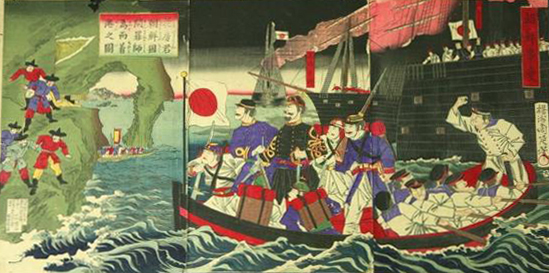
임오군란에서의 해전
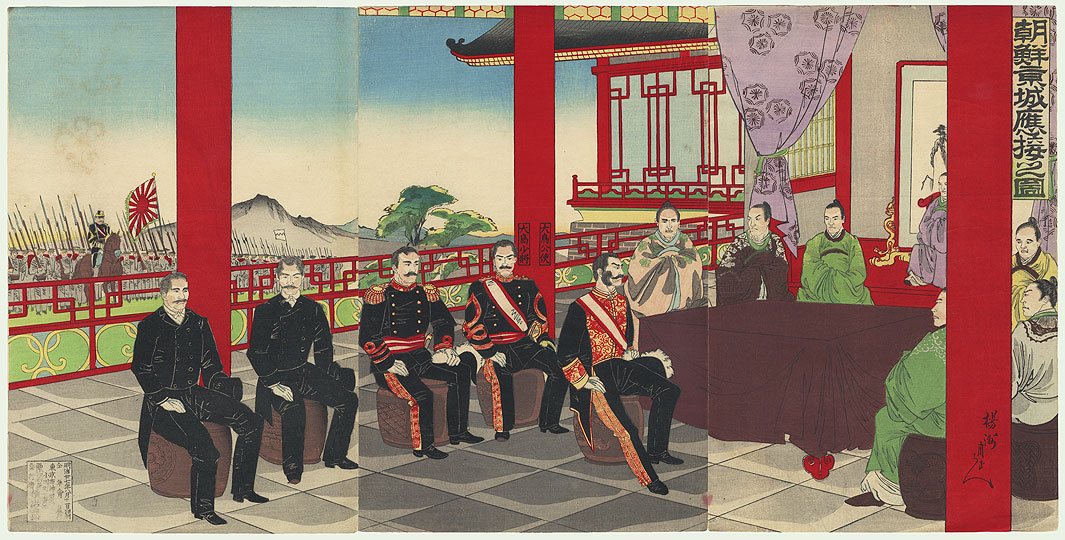
조선에 방문한 일본인 사절
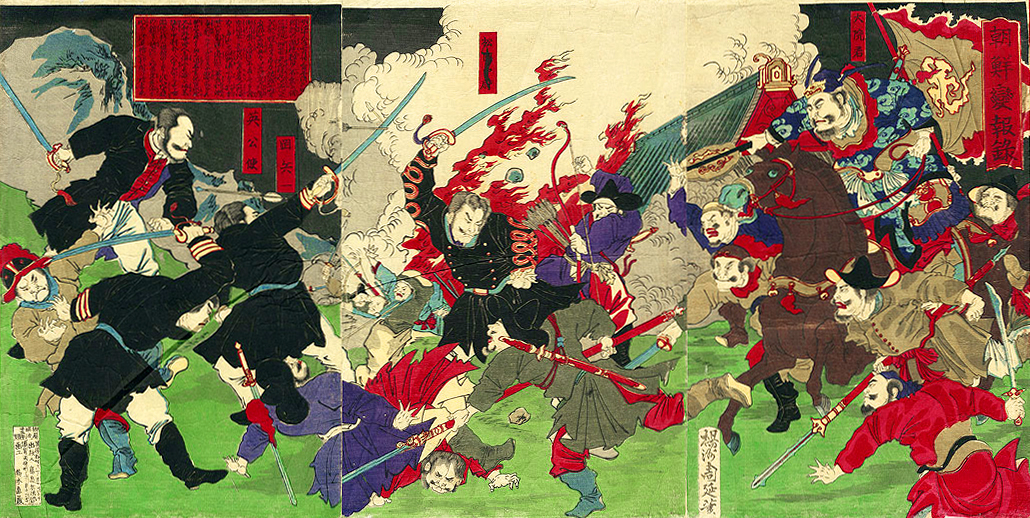
임오군란의 전투